# Надеш (Муреш)
Надеш (рум. Nadeş) насеље је у Румунији у округу Муреш у општини Надеш. Oпштина се налази на надморској висини од 431 m.

## Историја
По државном шематизму православног клира Угарске 1846. године у месту "Влашки Надош" било је било 60 породица, поред још 39 филијарних из Данка. Православни свештеници су били парох поп Грегорије Поповић и капелан поп Симеон Поповић.

## Становништво
Према подацима из 2002. године у насељу је живело 2406 становника.

### Попис2002.
| Расподела становништва по националности 2002.‍ | Расподела становништва по националности 2002.‍ | Расподела становништва по националности 2002.‍ | Расподела становништва по националности 2002.‍ | Расподела становништва по националности 2002.‍ |
| --------------------------------------------- | --------------------------------------------- | --------------------------------------------- | --------------------------------------------- | --------------------------------------------- |
|                                               |                                               |                                               |                                               |                                               |
| Румуни                                        | Румуни                                        |                                               | 1.416                                         | 58,9%                                         |
| Мађари                                        | Мађари                                        |                                               | 573                                           | 23,8%                                         |
| Роми                                          | Роми                                          |                                               | 374                                           | 15,5%                                         |
| Немци                                         | Немци                                         |                                               | 43                                            | 1,8%                                          |

### Хронологија
| Година       | 1992 | 1993 | 1994 | 1995 | 1996 | 1997 | 1998 | 1999 | 2000 | 2001 | 2002 | 2003 | 2004 | 2005 | 2006 | 2007 | 2008 | 2009 | 2010 | 2011 | 2012 | 2013 | 2014 | 2015 | 2016 | 2017 |
| ------------ | ---- | ---- | ---- | ---- | ---- | ---- | ---- | ---- | ---- | ---- | ---- | ---- | ---- | ---- | ---- | ---- | ---- | ---- | ---- | ---- | ---- | ---- | ---- | ---- | ---- | ---- |
| Становништво | 2438 | 2468 | 2418 | 2432 | 2465 | 2481 | 2507 | 2519 | 2538 | 2557 | 2582 | 2615 | 2652 | 2694 | 2732 | 2746 | 2791 | 2846 | 2879 | 2930 | 2950 | 2941 | 2947 | 2971 | 2987 | 3009 |